# Russ Kun
Russ Kun (ur. 8 września 1975) – polityk państwa Nauru.

## Życiorys
Pełnił funkcję sekretarza ministra handlu, przemysłu i środowiska oraz dwukrotnie (2008–2010 i 2012–2013) był członkiem Narodowej Komisji Nauru do spraw UNESCO. W wyborach parlamentarnych z 2013, 2016, 2019 i 2022 zdobywał mandat deputowanego z okręgu Ubenide. W ostatnim rządzie prezydenta Aingimei pełnił funkcję wiceministra finansów, portów, turystyki, dziedzictwa narodowego i muzeów. Po wyborach parlamentarnych z 2022 wybrany na prezydenta Nauru, będąc jedynym kandydatem na to stanowisko. Zaprzysiężony wraz ze swoim rządem 29 września 2022. W rządzie odpowiada też za resorty spraw zagranicznych oraz sprawiedliwości i kontroli granicznych. 30 października 2023 roku po parlament zagłosował za udzieleniem mu wotum nieufności i pozbawieniem go tytułu prezydenta Nauru.